# Diagrama de tiempos

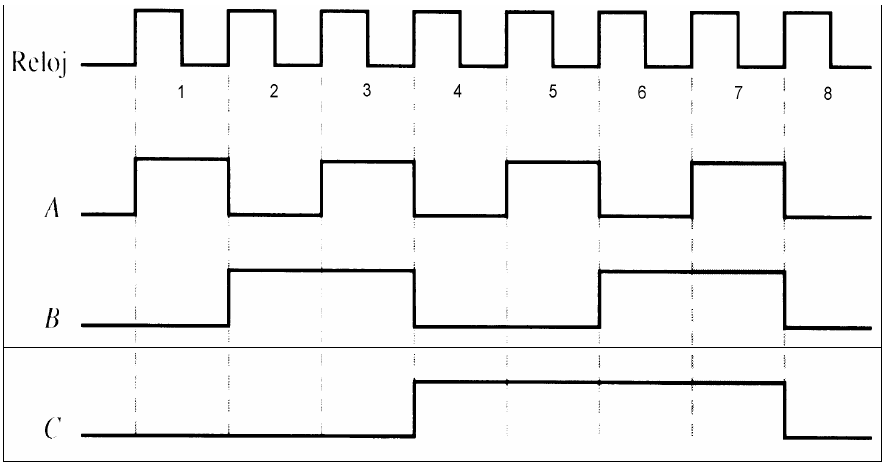
Diagrama de tiempos.

Un diagrama de tiempos o cronograma es una gráfica de formas de ondas digitales que muestra la relación temporal entre varias señales, y cómo varía cada señal en relación con las demás.
Es el detalle minucioso de las actividades que desempeña o que va a desempeñar una empresa al realizar un evento o una serie de eventos
Un cronograma puede contener cualquier número de señales relacionadas entre sí. Examinando un
diagrama de tiempos, se puede determinar los estados, nivel alto o nivel bajo, de cada una de las
señales en cualquier instante de tiempo especificado, y el instante exacto en que cualquiera de las
señales cambia de estado con respecto a las restantes.
El propósito primario del diagrama de tiempos es mostrar los cambios en el estado o la condición de una línea de vida (representando una Instancia de un Clasificador o un Rol de un clasificador) a lo largo del tiempo lineal. El uso más común es mostrar el cambio de estado de un objeto a lo largo del tiempo, en respuesta a los eventos o estímulos aceptados. Los eventos que se reciben se anotan, a medida que muestran cuándo se desea mostrar el evento que causa el cambio en la condición o en el estado.

## Diagramas de Tiempos UML
En el estándar de Lenguaje de Modelado Unificado de OMG los diagramas de tiempo representan en una línea temporal los cambios que se producen en uno o varios objetos, respondiendo a los eventos que se producen en el sistema de información. El conjunto del diagrama ilustra el comportamiento del sistema y como los objetos interactúan entre sí.